# Canton de Manosque-Sud-Ouest
Le canton de Manosque-Sud-Ouest est une ancienne division administrative française située dans le département des Alpes-de-Haute-Provence et la région Provence-Alpes-Côte d'Azur.

## Composition
Le canton de Manosque-Nord regroupait une fraction de la commune de Manosque et deux communes :
contenait les communes Manosque (fraction), Montfuron et Pierrevert.
| Nom                  | Code Insee | Intercommunalité                        | Population (dernière pop. légale) |
| -------------------- | ---------- | --------------------------------------- | --------------------------------- |
| Manosque (chef-lieu) | 04112      | CA Durance-Luberon-Verdon Agglomération | 21 941 (2014)                     |
| Montfuron            | 04128      | CA Durance-Luberon-Verdon Agglomération | 211 (2014)                        |
| Pierrevert           | 04152      | CA Durance-Luberon-Verdon Agglomération | 3 690 (2014)                      |

## Histoire
- Par le décret n°73-714 du 23 juillet 1973, le canton unique de Manosque fut divisé en deux cantons Nord et Sud. Ce dernier fut à son tour divisé en deux par le décret n°85-127 du 29 janvier 1985.

- À la suite du décret du 24 février 2014, le canton a été supprimé, fin mars 2015, pour les élections départementales de 2015. Les communes ont rejoint le nouve canton de Manosque-1[1].

## Représentation

### Canton deManosque-Sud
| Période | Période | Identité        | Étiquette | Qualité                                                                                              |
| ------- | ------- | --------------- | --------- | --- |
| 1973    | 1985    | Pierre Girardot | PCF       | Député (1978-1981) Maire de Sainte-Tulle (1953-1978) Ancien conseiller général du canton de Manosque |

### Canton deManosque-Sud-Ouest
| Période | Période | Identité          | Étiquette   | Qualité                                                                                 |
| ------- | ------- | ----------------- | ----------- | --------------------------------------------------------------------------------------- |
| 1985    | 1988    | Pierre Girardot   | PCF         | Ancien maire de Sainte-Tulle                                                            |
| 1988    | 2008    | Gérard Velin      | UDF-Radical | Ancien conseiller municipal de Manosque, suppléant du député Daniel Spagnou (2002-2007) |
| 2008    | 2015    | Sylviane Chaumont | app. PS     | Journaliste Maire de Pierrevert (2008-2014)                                             |

## Démographie
| 1990   | 1999   | 2006   | 2011   | 2012   |
| ------ | ------ | ------ | ------ | ------ |
| 10 288 | 10 591 | 12 202 | 11 947 | 12 265 |

## Sources